# (4954) Eric
(4954) Eric est un astéroïde Amor découvert le 23 septembre 1990 par l'astronome Brian P. Roman.

## Historique
Le lieu de découverte, par l'astronome Brian P. Roman, est Palomar (675).
Sa désignation provisoire, lors de sa découverte le 23 septembre 1990, était 1990 SQ.

## Caractéristiques
Sa distance minimale d'intersection de l'orbite terrestre est de 0,195 172 ua.